# Авишуй
Авишуй (др.-евр. אֲבִישׁוּעַ‬ — Авишуа, в синодальном переводе также Авиуд) — библейский персонаж. Внук иудейского первосвященника Елеазара и сын первосвященника Финееса. Упоминается в книге Паралипоменон (1Пар. 6:4-5,50) и в Книге Ездры (Ездр. 7:5).
Возможно, был первосвященником при Скинии в Силоме, четвёртым в ряду иудейских первосвященников.
Иосиф Флавий  упоминает  Авишуе (называя его Авиезером) как  первосвященника; если это верно, значит, Авишуй был четвёртым первосвященником.
По самаритянской традиции, он записал Свиток Абиши (ивр. ספר אבישע‎) — древнейшую копию Самаритянского Пятикнижия, относимую к XIII веку до нашей эры (датируется XI—XIV веком н. э.)